# NGC 5260
NGC 5260 é uma galáxia espiral barrada (SBbc) localizada na direcção da constelação de Hydra. Possui uma declinação de -23° 51' 30" e uma ascensão recta de 13 horas, 40 minutos e 19,8 segundos.
A galáxia NGC 5260 foi descoberta em 6 de Abril de 1885 por Lewis A. Swift.